# Chilla Porter

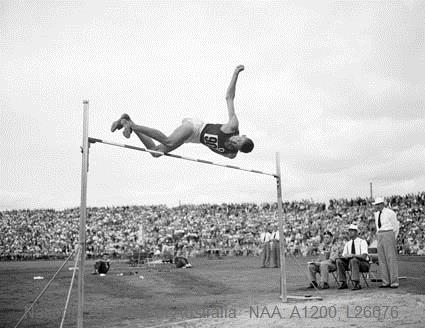
Chilla Porter im Jahr 1958

Chilla Porter (eigentlich Charles Michael Porter; * 11. Januar 1936 in Brisbane; † 15. August 2020 in Perth) war ein australischer Hochspringer.
Jeweils die Silbermedaille gewann er bei den Olympischen Spielen 1956 in Melbourne mit seiner persönlichen Bestleistung von 2,10 m und bei den British Empire and Commonwealth Games 1958 in Cardiff und 1962 in Perth. Bei den Olympischen Spielen 1960 in Rom schied er in der Qualifikation aus.
Von 1955 bis 1961 wurde er siebenmal in Folge nationaler Meister. 